# Don’t Be Cruel (Bobby Brown-dal)
A Don't Be Cruel az amerikai R&B énekes, Bobby Brown első kislemeze a Don't Be Cruel albumról. A dal több slágerlistára is felkerült. A dalhoz tartozó videóklipet 1988 májusában Bostonban forgatták.
A dal az R&B slágerlistán 2 hétig tartózkodott, és felkerült a Billboard Hot 100-as kislemezlistájára is. A dal 2004 októberében a Grand Theft Auto: San Andreas videójátékban is szerepelt.

## Megjelenések
12"  MCA 257 829-0
- Do't Be Cruel (Extended Version) - 6:51
- Do't Be Cruel (Dub)- 5:31
- Don't Be Cruel (A Cappella) - 3:21

CD Single  MCA DMCA 1268
- Don't Be Cruel (Rapacious Edit) - 3:41
- Don't Be Cruel (The Rapacious Mix) - 7:08
- Don't Be Cruel (Extended Version)- 6:49

## Helyezések
| Slágerlista (1988)                   | Legmagasabb helyezés |
| ------------------------------------ | -------------------- |
| UK Singles (Official Charts Company) | 13                   |
| US Billboard Hot 100                 | 8                    |
| US Hot R&B/Hip-Hop Songs (Billboard) | 1                    |